# معاهدة الكواكب المحمية (ستارغيت)
معاهدة الكواكب المحمية هي معاهدة خيالية في مسلسل الخيال العلمي ستارغيت إس جي 1. تمت هذه المعاهدة بين الأسغارد والغواؤلد بغرض حماية الكواكب الموجودة بها من الغواؤلد وبقائها حرة منهم ، يوجد حوالي 27 كوكب بالمعاهدة .
من المتوقع أن يعمل قادة النظام على إجبار بقية الغواؤلد على إتباع هذه المعاهدة، وفي المقابل فإن الأسغارد ممنوعين من استخدام تكنولوجيتهم في مساعدة أي من هذه الكواكب على التقدم تكنولوجيا، حتي ولو كان الغرض من المساعدة هو منع كوارث طبيعية . كما أنه توجد قيود على التقدم التكنولوجي لهذه الكواكب ، فيحظر عليهم التقدم تكنولوجياً لدرجة تمثل خطراً على الغواؤلد ، وتحديد وجود أو عدم وجود هذا الخطر يرجع لقادة النظام.